# Alesanco
Alesanco – gmina w Hiszpanii, w prowincji La Rioja, w La Rioja, o powierzchni 17,17 km². W 2011 roku gmina liczyła 541 mieszkańców.